# 貨船

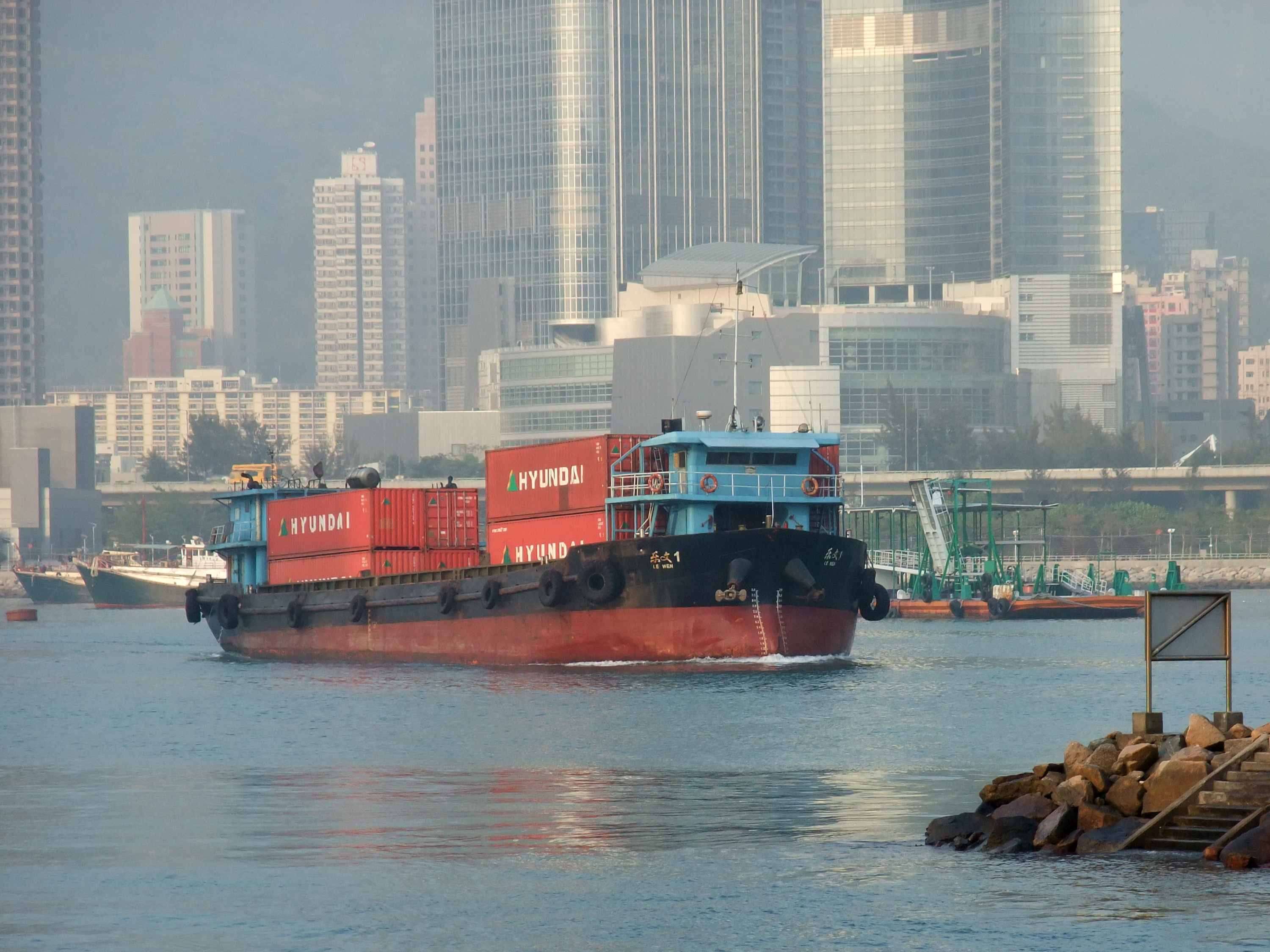
一艘駛經藍巴勒海峽的貨船

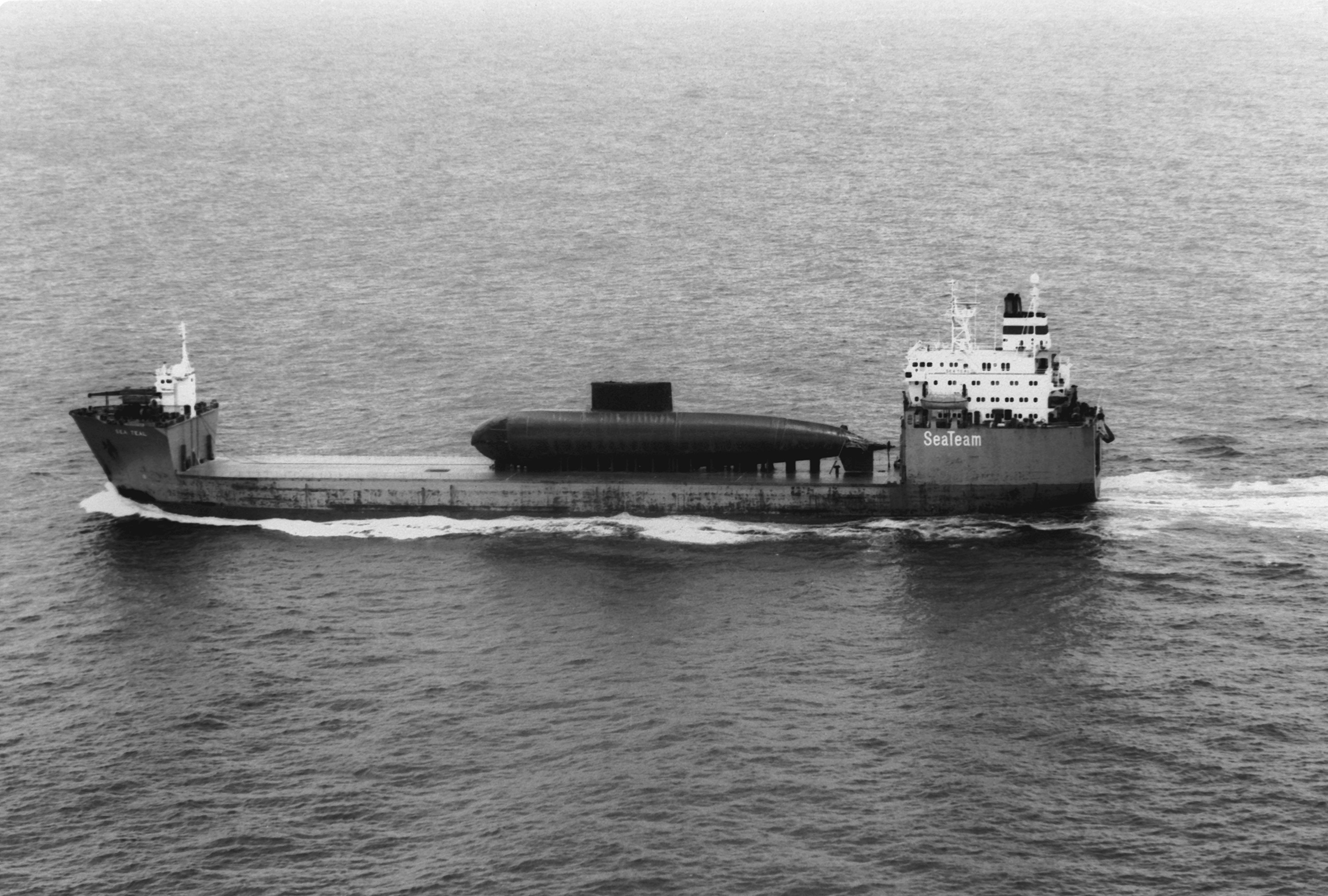
運載潛艦的貨輪

貨船（也稱貨輪、货运船）是用作載運貨物的輪船。船體通常採用鋼材製造。貨船通常的折舊壽命為25至30年。

## 種類
貨船可以依照所載運貨物的類型分為貨櫃船、散货船及液貨船等。

## 受海盜活動影響
對於貨船運輸安全的一個重大威脅就是海盜襲擊。東非國家索馬里對出的亞丁灣，近年成為海盜出沒熱點。由於索馬里處於武裝割據和無政府狀態，難民為生活所迫，加入了海盜隊伍。海盜的攻擊目的為勒索贖金及攫奪船上財物。除危害船員生命外，海盜襲擊亦推高航運成本及保險費用。